# حارة قعوة (البريقة)
حارة قعوة هي إحدى حارات حي عمران الواقع بمديرية البريقة التابعة لمحافظة عدن، بلغ تعداد سكانها 181 نسمة حسب تعداد اليمن لعام 2004.